# Arquidiócesis de Lanzhou
La arquidiócesis de Lanzhou o de Lanchow (en latín: Archidioecesis Lanceuvensis y en chino tradicional, 天主教蘭州總教區; en chino simplificado, 天主教兰州总教区) es una circunscripción eclesiástica de la Iglesia católica en China. Se trata de una arquidiócesis latina, sede metropolitana de la provincia eclesiástica de Lanzhou. Desde el 5 de enero de 2003 su arzobispo es Joseph Han Zhihai, aunque para el Anuario Pontificio es sede vacante desde el 18 de enero de 1959. La Asociación Patriótica Católica China la redujo a diócesis de Lanzhou en fecha no precisada, sin asentimiento de la Santa Sede.

## Territorio y organización
La arquidiócesis tiene 250 000 km² y extiende su jurisdicción sobre los fieles católicos de rito latino residentes en parte de la provincia de Gansu.
La sede de la arquidiócesis se encuentra en la ciudad de Lanzhou, en donde se halla la Catedral del Sagrado Corazón de Jesús.
La arquidiócesis tiene como sufragáneas a las diócesis de Pingliang y de Qinzhou.
En 1950 en la arquidiócesis existían 89 parroquias.

## Historia
El vicariato apostólico de Kansu fue erigido el 21 de junio de 1878 con la bula Compertum habemus del papa León XIII, obteniendo el territorio del vicariato apostólico de Shensi (hoy arquidiócesis de Xi'an), y fue confiado a los misioneros de Scheut. Tenía jurisdicción sobre un inmenso territorio, incluidas las provincias chinas de Gansu, Sinkiang y Kokonur (Qinghai), la parte occidental de Mongolia Interior, a la que se añadió en 1886 la provincia de Ningxia.
El 1 de octubre de 1888 Sinkiang se convirtió en una misión sui iuris independiente, con el nombre de misión Ili. El 28 de abril de 1905 el territorio del vicariato fue dividido en dos partes, dando origen a la prefectura apostólica de Kansu Meridional, mientras que este vicariato tomó el nombre de Kansu Septentrional.
El 8 de marzo de 1922, como resultado del breve Apostolatus officium del papa Pío XI todas las circunscripciones eclesiásticas anteriores fueron suprimidas y el territorio misionero se reorganizó de manera diferente con la erección del vicariato apostólico de Kansu Oriental (hoy diócesis de Tianshui), confiado a los capuchinos, y el vicariato apostólico de Kansu occidental, confiado a los verbitas. El anterior vicario apostólico de Kansu Septentrional, Godefroy Frederix, fue trasladado al nuevo vicariato apostólico de Ningxia, erigido el 14 de marzo siguiente.
El 3 de diciembre de 1924 el vicariato apostólico de Kansu Occidental asumió el nombre de vicariato apostólico de Lanchowfu en virtud del decreto Vicarii et Praefecti de la Congregación de Propaganda Fide. Extendió su jurisdicción, además de sobre la parte occidental de Gansu, también sobre Xinjiang (o Sinkiang) y Qinghai (la antigua Kokonur).
Estas dos últimas provincias fueron separadas el 14 de febrero de 1930 (mediante el breve Decet Romanum Pontificem del papa Pío XI) y el 14 de febrero de 1937 (mediante la bula Ecclesiae universae del papa Pío XI) para la erección de la misión sui iuris de Sinkiang (hoy prefectura apostólica de Sinkiang) y la prefectura apostólica de Xining respectivamente.
El 11 de abril de 1946 el vicariato apostólico fue elevado a arquidiócesis metropolitana con la bula Quotidie Nos del papa Pío XII.
El Partido Comunista de China se impuso en la guerra civil, ocupó Lanzhou el 26 de agosto de 1949 y proclamó la República Popular China el 1 de octubre de 1949. El 4 de septiembre de 1951 China comunista expulsó al nuncio apostólico Antonio Riberi y la Santa Sede continuó reconociendo a la República de China en Taiwán como el legítimo gobierno chino. Todos los misioneros extranjeros fueron expulsados de China comunista en 1952, entre ellos el arzobispo Theodor Buddenbrock.
La Asociación Patriótica Católica China fue creada con el apoyo de la Oficina de Asuntos Religiosos de la República Popular de China en 1957, con el objetivo de controlar las actividades de los católicos en China. Su nombre público es Iglesia católica china y es referida como la "Iglesia oficial" en contraposición a la "Iglesia subterránea" o "Iglesia clandestina" leal a la Santa Sede.
En el período de 1966 a 1976 la Revolución Cultural se ensañó especialmente contra la religión, destruyéndose numerosas iglesias y cesaron todas las actividades religiosas en la arquidiócesis. A principios de la década de 1980 la arquidiócesis reanudó sus operaciones.
La Asociación Patriótica Católica China redujo la arquidiócesis a diócesis de Lanzhou en fecha no precisada, sin asentimiento de la Santa Sede.
A principios de los años ochenta, fue ordenado obispo "clandestino" el sacerdote Philippe Yang Libai (Yang Libo), que murió a la edad de 80 años, el 15 de febrero de 1998, después de haber pasado casi 30 años en prisión. En enero de 2003, fue ordenado obispo Joseph Han Zhihai, quien inmediatamente destacó por una carta abierta en la que pedía la unidad de la Iglesia china entre la parte "oficial" y la "clandestina". En 2017, su nombramiento fue reconocido también por el gobierno y el obispo se unió a la Asociación Patriótica Católica China.
El 22 de septiembre de 2018 se firmó en Pekín el Acuerdo provisional entre la Santa Sede y la República Popular de China sobre el nombramiento de los obispos. Tras el acuerdo, el papa Francisco readmitió al obispo "oficial" Giuseppe Ma Yinglin en la comunión eclesial. La comunicación de la Santa Sede sobre la tarea pastoral que le ha sido confiada como obispo de Kunming fue recibida por el interesado el 12 de diciembre de 2018 en Pekín en el marco de una celebración eclesial.
El 22 de octubre de 2020 el acuerdo fue prorrogado por otros dos años y en octubre de 2022 por otros dos años más.
Debido a la situación particular de la Iglesia católica en China, la Santa Sede no nombra obispos para las diócesis chinas, que son sedes oficialmente vacantes incluso en presencia de obispos reconocidos por Roma.

## Estadísticas
Según el Anuario Pontificio 2002 la arquidiócesis tenía a fines de 1950 un total de 17 465 fieles bautizados.
| Año                                                                             | Población            | Población | Población      | Sacerdotes | Sacerdotes    | Sacerdotes    | Bautizados por sacerdote | Diáconos permanentes | Religiosos | Religiosos | Parroquias |
| Año                                                                             | Bautizados católicos | Total     | % de católicos | Total      | Clero secular | Clero regular | Bautizados por sacerdote | Diáconos permanentes | Varones    | Mujeres    | Parroquias |
| ------------------------------------------------------------------------------- | -------------------- | --------- | -------------- | ---------- | ------------- | ------------- | ------------------------ | -------------------- | ---------- | ---------- | ---------- |
| 1950                                                                            | 17 465               | 4 000     | 0.4            | 44         | 12            | 32            | 396                      |                      | 17         | 92         | 89         |
| Fuente: Catholic-Hierarchy, que a su vez toma los datos del Anuario Pontificio. |                      |           |                |            |               |               |                          |                      |            |            |            |

Según algunas fuentes estadísticas, referidas a la Agencia Fides, en 2012 la arquidiócesis contaba con «35 mil fieles, con una treintena de sacerdotes, más de 200 religiosas de tres congregaciones, una cuarentena de seminaristas, cerca de ochenta novicias».

## Episcopologio

### Kansu y luego Kansu Septentrional
- Ferdinand Hubert Hamer, C.I.C.M. † (21 de junio de 1878-15 de febrero de 1889 nombrado vicario apostólico de Mongolia Sudoccidental)
- Hubert Otto, C.I.C.M. † (20 de junio de 1890-14 de enero de 1918 renunció)
- Godefroy Frederix, C.I.C.M. † (5 de marzo de 1920-14 de marzo de 1922 nombrado vicario apostólico de Ningxia)

### Kansu Occidental y luego arquidiócesis de Lanzhou

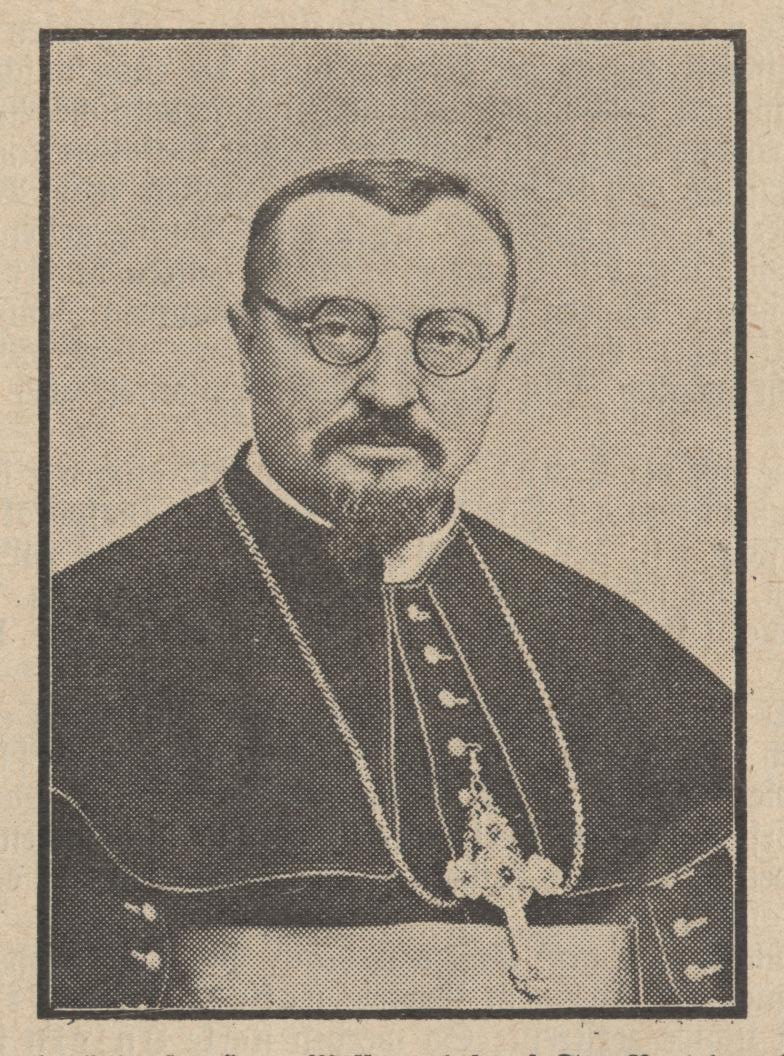
Arzobispo Theodor Buddenbrock

- Hubert Otto, C.I.C.M. † (3 de abril de 1922-25 de noviembre de 1924 renunció) (administrador apostólico)

- Theodor Buddenbrock, S.V.D. † (25 de noviembre de 1924-18 de enero de 1959 falleció)
  - Sede vacante
  - Philip Yang Libai † (1981 consagrado-15 de febrero de 1998 falleció)
  - Joseph Han Zhihai, consagrado el 5 de enero de 2003